# 327 TCN
327 TCN là một năm trong lịch La Mã.